# Siberia (Giordano)
Siberia és una òpera en tres actes composta per Umberto Giordano sobre un llibret italià de Luigi Illica. S'estrenà al Teatre alla Scala de Milà el 19 de desembre de 1903.

## Representacions
L'estrena no va ser reeixida, tot i tenir un il·lustre elenc la primera nit (Madama Butterfly de Puccini havia estat cancel·lada i els mateixos cantants es van tornar a contractar per cantar l'òpera de Giordano). L'elenc impressionant incloïa Rosina Storchio (Stephanie), John Zenatello (Vassili) i Giuseppe De Luca (Gleby).
Va rebre més elogis en la seva estrena a Gènova i després a París el maig de 1905. Es va estrenar als Estats Units, a l'Òpera de Manhattan de Nova York el 5 de febrer de 1908. L'obra va tenir el rar honor de ser representada en francès a l'Òpera de París, un honor concedit per primera vegada a un compositor viu italià després d'Otello de Verdi el 1894. El compositor Fauré tenia en alta estima el primer acte quan havia escoltat a París el 1905.
Va ser revisada el 1927.

## Argument
Stephana (soprano) és mantiguda pel príncep Alexis Frouwor (tenor), però en realitat estima a Vassilli (tenor), que la correspon, el qual la fa creure que és una dona sigui pobra i honesta. Vassilli quan descobreix la veritat fa mal el príncep en un duel i, per tant, és condemnat a la deportació a Sibèria. Aquí s'uneix a Stephana que li dona tot el seu amor una altra vegada. Els pertorba la felicitat conquerida pels dos, Gleby (baríton), que també va ser deportat, l'home que en el passat havia seduït Stephana. Ella decideix escapar amb Vassilli però Gleby els denúncia. Un guàrdia encerta d'un tret a Stephana que mor en els braços de Vassilli.